# Jan Rybkowski

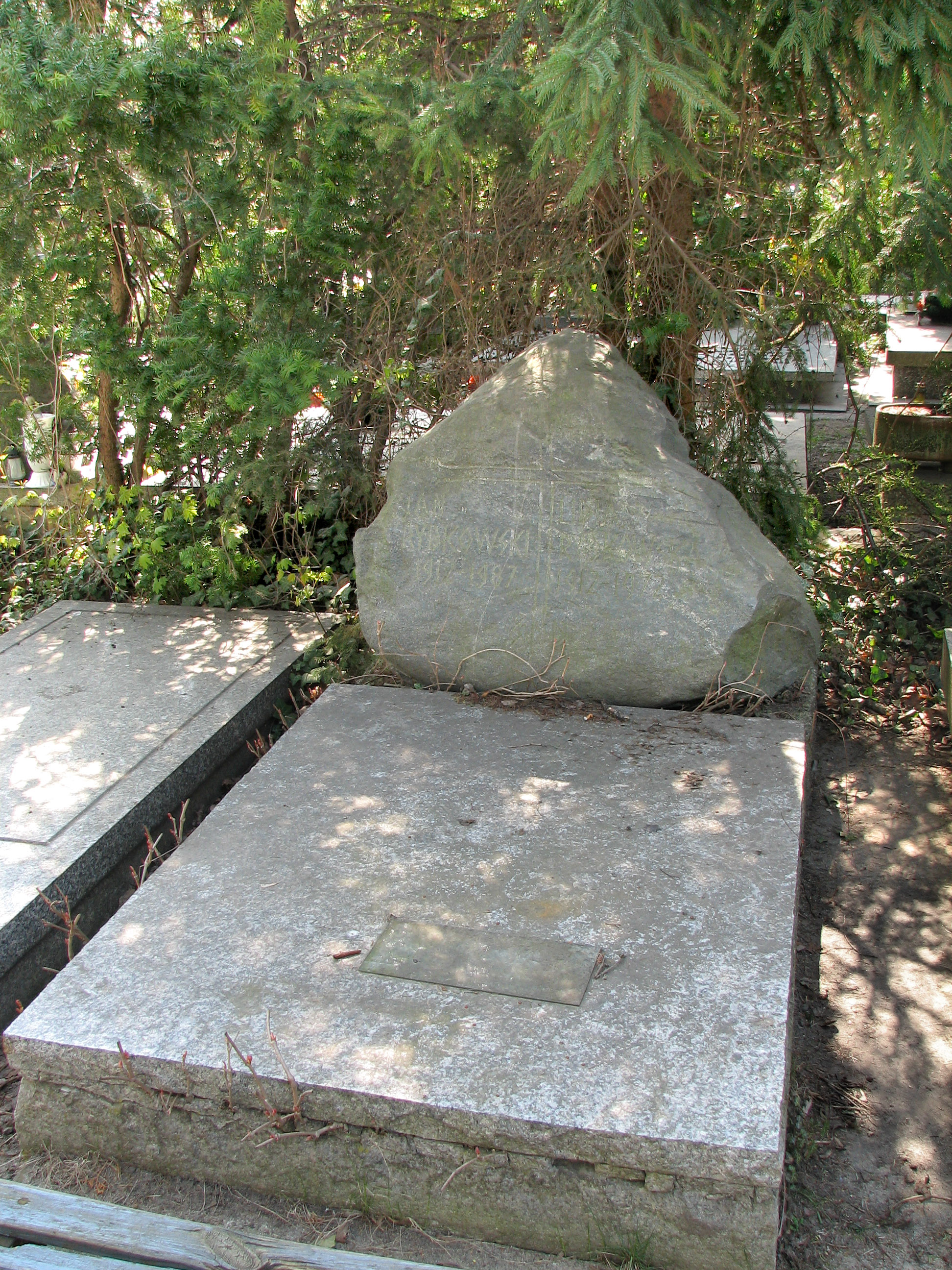
Grób Jana Rybkowskiego

Jan Izydor Rybkowski (ur. 4 kwietnia 1912 w Ostrowcu Świętokrzyskim, zm. 29 grudnia 1987 w Konstancinie-Jeziornie) – polski reżyser, scenarzysta i pedagog.

## Życiorys
Urodził się w rodzinie Bolesława i Kazimiery z domu Kostkowskiej, ślusarza i krawcowej. Uczył się w szkole powszechnej w Częstocicach oraz w ostrowieckim Gimnazjum im. Joachima Chreptowicza. W 1935 ukończył szkołę plastyczną w Poznaniu z dyplomem architekta wnętrz, następnie Instytut Sztuki Teatralnej Schillera. Do wybuchu wojny pracował w teatrach warszawskich Towarzystwa Krzewienia Kultury Teatralnej.
Tuż przed oblężeniem Warszawy wyjechał do Wilna, a stamtąd do Grodna, gdzie działał polski teatr w ZSRR. Po zbombardowaniu teatru wrócił do Białegostoku, a stamtąd do Ostrowca. Wywieziony na roboty do Drezna. Po bombardowaniu Drezna do końca wojny przebywał w Czechach.
Po wojnie przyjechał do Krakowa, a następnie do Łodzi, gdzie zaangażował się w Teatrze Wojska Polskiego, potem w teatrze Axera. W latach 1974–1977 pełnił funkcję dziekana Wydziału Reżyserii PWSFTviT w Łodzi.
Od 1948 roku należał do Polskiej Zjednoczonej Partii Robotniczej.
Dwukrotnie żonaty. Pierwszą żoną została Lidia Witkowska (1912–1972), a drugą Maria Starzeńska (1919–2002), reżyser. Jego syn, Wojciech Rybkowski (ur. 1952), został operatorem filmowym.
Pochowany razem z pierwszą żoną Lidią na cmentarzu Wojskowym na Powązkach w Warszawie (kwatera A33-1-9).

## Filmografia

### Scenariusz
- 1980 Kariera Nikodema Dyzmy[14] (serial tv)
- 1975 Dulscy
- 1973 Chłopi (film)
- 1972 Chłopi (serial tv)
- 1969 Wniebowstąpienie
- 1967 Kiedy miłość była zbrodnią
- 1966 Odwiedziny o zmierzchu
- 1965 Człowiek z kwiatem w ustach, część cyklu tv Klasyka światowa
- 1965 Wizyta u królów
- 1962 Spotkanie w Bajce
- 1961 Dziś w nocy umrze miasto
- 1959 Inspekcja pana Anatola
- 1957 Kapelusz pana Anatola
- 1954 Autobus odjeżdża 6.20
- 1950 Warszawska premiera

### Reżyseria
- 1983 Marynia
- 1980 Kariera Nikodema Dyzmy (serial tv)
- 1978 Rodzina Połanieckich (serial tv)
- 1977 Granica
- 1975 Dulscy
- 1974 Gniazdo
- 1973 Chłopi (film)
- 1972 Chłopi (serial tv)
- 1970 Album polski
- 1969 Wniebowstąpienie
- 1967 Kiedy miłość była zbrodnią
- 1967 Bardzo Starzy Oboje
- 1966 Odwiedziny o zmierzchu
- 1965 Człowiek z kwiatem w ustach, część cyklu tv Klasyka światowa
- 1965 Sposób bycia
- 1965 Wizyta u królów
- 1963 Naprawdę wczoraj
- 1962 Spóźnieni przechodnie, nowela Nauczycielka
- 1962 Spotkanie w Bajce
- 1961 Dziś w nocy umrze miasto
- 1959 Inspekcja pana Anatola
- 1958 Pan Anatol szuka miliona
- 1958 Ostatni strzał
- 1957 Kapelusz pana Anatola
- 1956 Nikodem Dyzma
- 1955 Godziny nadziei
- 1954 Autobus odjeżdża 6.20
- 1953 Sprawa do załatwienia[15]
- 1951 Pierwsze dni
- 1950 Warszawska premiera
- 1949 Dom na pustkowiu

### Obsada
- 1954 Autobus odjeżdża 6.20 jako spawacz w hucie „Bolesław”; nie występuje w czołówce

## Ordery i odznaczenia
- Order Sztandaru Pracy II klasy (1964)[16][6]
- Krzyż Komandorski Orderu Odrodzenia Polski
- Krzyż Kawalerski Orderu Odrodzenia Polski (10 lipca 1954)[17]
- Medal 40-lecia Polski Ludowej[18]
- Medal 10-lecia Polski Ludowej (14 stycznia 1955)[19]
- Odznaka tytułu honorowego „Zasłużony dla Kultury Narodowej” (1987)[20]

## Nagrody
- Nagroda Państwowa II stopnia za reżyserię filmu pt. Pierwsze dni (1952)[21][22]
- Nagroda Państwowa II stopnia (zespołowa) za realizację (reżyser) filmu Godziny nadziei (1955)[23]
- Nagroda Ministra Obrony Narodowej za film Album Polski (1972)

## Upamiętnienie
Janowi Rybkowskiemu został poświęcony film Warszawskie gołębie w reżyserii Henryka Bielskiego z 1988 roku (informują o tym napisy na początku filmu).
31 stycznia Rada Miasta Ostrowca Świętokrzyskiego jednomyślnie podjęła uchwałę ustanawiającą rok 2012 rokiem Jana Rybkowskiego. 30 marca 2012 Sejm Rzeczypospolitej Polskiej podjął uchwałę w sprawie uczczenia pamięci Jana Rybkowskiego w 100. rocznicę Jego urodzin.
W Łodzi, na Alei Gwiazd przy ulicy Piotrkowskiej, znajduje się gwiazda Jana Rybkowskiego.